# Херенберг
Херенберг (на немски: Herrenberg) е окръжен град в окръг Бьоблинген, Германия и се намира 30 km югозападно от Щутгарт, 20 km западно от Тюбинген и около 10 km южно от Бьоблинген. Херенберг има население от 31 499 жители (по приблизителна оценка от декември 2017 г.). Тези са: Афщет (Affstätt), Гюлтщеин (Gültstein), Хаслах (Haslach), Кай (Kayh), Купинген (Kuppingen), Мьонхберг (Mönchberg) и Оберйезинген (Oberjesingen).

## Развитие на населението
| Година | Население |
| ------ | --------- |
| 1803   | 1796      |
| 1825   | 1985      |
| 1843   | 2140      |
| 1861   | 2015      |
| 1871   | 2127      |
| 1880   | 2646      |
| 1890   | 2614      |
| 1900   | 2557      |
| 1910   | 2705      |
| 1935   | 3021      |
| 1950   | 6292      |
| 1975   | 24 389    |
| 2000   | 30 377    |
| 2010   | 31 292    |
| 2015   | 31 003    |
| 2017   | 31 499    |

## Побратимени градове
- Тараре, Франция, от 1960
- Амплепуис, Франция, от 1970
- Фиденца, Италия, от 1989

## Личности
- Ханс Шикхардт (1512 в Херенберг – 1585), художник
- Йохан Валентин Андре (1586 в Херенберг – 1654), писател
- Вилхелм Шикхардт (1592 в Херенберг – 1635), изобретател
- Бернд Ланге (1974 в Херенберг – ), режисьор
- Свен Краус (1983 в Херенберг – ), колоездач